# 保羅·迪比
保羅·迪比（Paul Andrew Digby；1995年2月2日—）是一名英格蘭職業足球員，司職中場 ，現效力英格蘭足球乙級聯賽球會史提芬納治。

## 外部連結
- 足球数据库：保羅·迪比的球员统计数据
- England profile （页面存档备份，存于） at TheFA